# Günther Dollinger
Günther Dollinger (* 2. August 1960 in Kempten) ist ein deutscher Experimentalphysiker und Universitätsprofessor an der Universität der Bundeswehr München in Neubiberg.

## Wissenschaftlicher Hintergrund
Dollinger promovierte bei Hans-Joachim Körner, an der TU München mit einer Arbeit über die Abscheidung dünner Kohlenstofffolien. Von 1980 bis 1985 studierte Dollinger Physik und Mathematik auf Lehramt an der TU München. 1998 habilitierte er sich an der TU München mit einer Arbeit zur Elastic Recoil Detection (ERD), einem Verfahren zur Elementanalytik dünner Schichten. Nach seiner Promotion und Habilitation war er bis 2001 zu Forschungszwecken an einem Teilchenbeschleuniger des iThemba Laboratory for Accelerator Based Sciences in Südafrika tätig.
Dollinger ist Professor an der Universität der Bundeswehr München und leitet dort seit 2004 das Institut für Angewandte Physik und Messtechnik der Fakultät für Luft- und Raumfahrttechnik. Er war Dollinger von 2018 bis 2024 Vorsitzender des Komitee Erforschung kondensierter Materie mit nuklearen Sonden und Ionenstrahlen sowie war Mitglied im Vorstand des Munich-Centre for Advanced Photonics (Fakultät für Physik, LMU München).

## Forschung
Zusammen mit seiner Forschungsgruppe entwickelte Dollinger am Lehrstuhl für Experimentalphysik der TU München in Garching ein neuartiges Mikroskopieverfahren zur Materialanalyse, mit dem räumliche Wasserstoffverteilungen in mikrostrukturierten Proben erstmals dreidimensional dargestellt und analysiert werden können.
Dollinger entwickelte am Maier-Leibnitz-Laboratorium in Garching mit seiner Forschungsgruppe ein neues Verfahren, die sogenannte Protonen-Minibeam-Therapie, durch das gesundes Gewebe bei einer Strahlentherapie verschont wird.

## Auszeichnungen
1990 erhielt Günther Dollinger den Promotions- und Habilitationspreis des Bundes der Freunde der Technischen Universität München, für seine Dissertation „Kohlenstoffolien als Stripper für schwere Ionen“.
Günther Dollinger erhielt im Januar 2025 den MLZ-Preis für „Instrumentierung und wissenschaftliche Nutzung“ für seine Arbeiten an der Positronenquelle des Heinz Maier-Leibnitz Zentrums (MLZ). Dollingers Arbeitsgruppe entwickelte das Instrument PLEPS (pulsed low-energy positron system) als eines der zentralen Geräte an der Positronenquelle des MLZ.

## Privat
Dollinger ist verheiratet, lebt in Garching bei München und ist der Vater der ehemaligen Beachvolleyballspieler Sebastian Dollinger und Armin Dollinger sowie eines weiteren Sohns.  